# ゴルベア山地
ゴルベア山地（Gorbea）またはゴルベイア山地（Gorbeia）は、イベリア半島北部に存在する山地である。スペイン・バスク州のビスカヤ県とアラバ県にまたがっており、両県の広い範囲をカバーしている。

## 地理

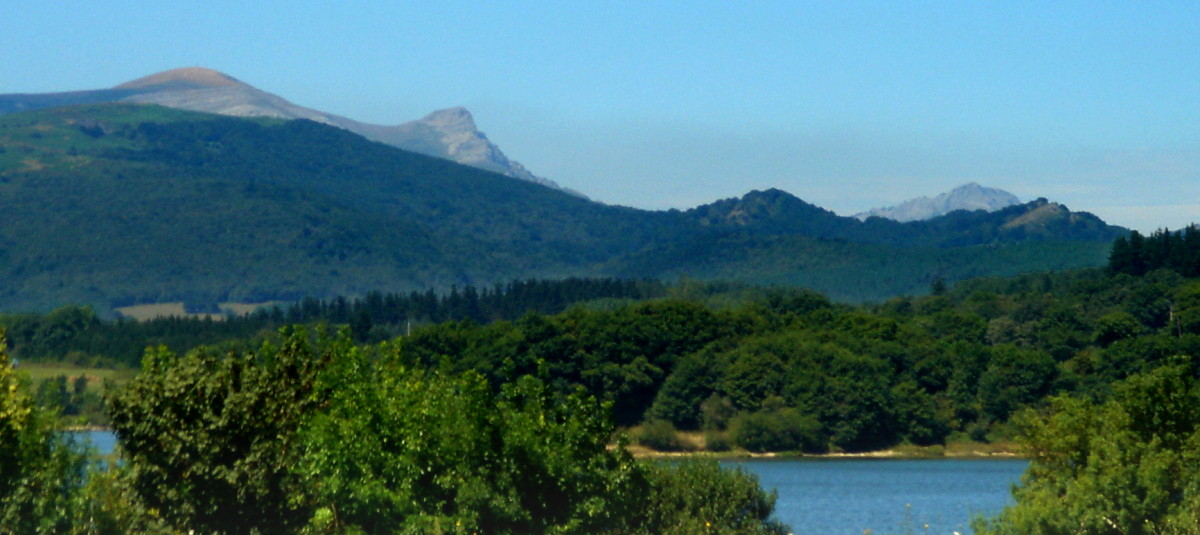
ウルナガ貯水池付近から見たゴルベア山地

ゴルベア山地はエスパーニャ・ベルデ（スペインの大西洋沿岸部）と内陸部の高原を隔てるカンタブリア山脈の一部を構成しており、カンタブリア山脈東部一帯のバスク山脈に含まれる。バスク州ビスカヤ県の南端部、アラバ県の北端部を、約20kmにわたって東西方向に走り、両県の県境を形成している。最高標高は山地と同名のゴルベア山(1,481m)であり、山地の中央からやや東にあるゴルベア山は、ビスカヤ県とアラバ県の最高峰でもある。山地の範囲より北側には、イチナという名のカルスト地形の高原、石灰岩特有の景観やスペレゴル洞窟などがあり、範囲より南部には、ベレティン山地や青々としたスイアの森がある。ゴルベア山の頂上は緑に覆われ、頂点部が標高1,500mに達する全高20mの金属製の十字塔がある。その他には、石灰岩に覆われたベレティン山(1,227m)、レカンダ山(1,301m)、アルダミン山(1,376m)などの山がある。ゴルベア山地はビスカヤ県にある5つのボシネロス山地のひとつである。
ゴルベア山地の南東麓にはウルナガ貯水池があり、ビトリア＝ガステイスなどに水を供給している。イバイサバル川支流のアラティア川、ネルビオン川支流のアルトゥベ川などはゴルベア山地北麓に源流があり、南から北に向かって流れ、やがて大西洋のビスケー湾に注ぐ。エブロ川支流のバジャス川やサドーラ川などはゴルベア山地南麓に源流があり、北から南に向かって流れ、やがて地中海のバレアレス海に注ぐ。

## 気候
ゴルベア山地の気候は山岳部の典型的な気候である。北側のビスケー湾からもたらされる湿った風は山地で遮断されるため、山地の北麓と南麓で気候が異なる。北麓はより湿潤であり、南麓はより乾燥して晴天が多い。降水量は豊富で通年に降水があるが、特に秋と冬は降水量が多い。概して北麓では年間1,300mm以上であり、頂上付近では年間2,000mmを越えることもあるが、南麓では年間1,000mm以下となる。山麓の盆地の年間平均気温は摂氏12度（華氏54度）前後であり、より標高の高い部分では摂氏8度（華氏46度）前後である。標高の高い部分では冬季の降水が雪に変化し、雪は春先まで残る。北麓と南麓での降水量と平均気温の違いは、植物相や地質にも影響を与えている。

## 交通
山地への主要なアクセス地点は、アラバ県側がムルギア(Murguia/Murgia)、ビスカヤ県側がアレアツァ(Areatza)である。近隣の大都市には、山地の南東約20kmにアラバ県の県都ビトリア＝ガステイスがある。ビトリア＝ガステイスとビスカヤ県の県都ビルバオを結ぶ道路として、東端部分をN-240号線が南北方向に走っている。ラ・リオハ州ログローニョやカスティーリャ・イ・レオン州ミランダ・デ・エブロとビルバオを結ぶ道路として、山地の西端部分をAP-68号線（E804号線）が南北方向に走っている。ビトリア＝ガステイスとAP-68号線を接続する道路として、南端部分をN-622号線が東西方向に走っている。AP-68号線などが走るアジャラ谷には、ミランダ・デ・エブロとビルバオを結ぶレンフェ（スペイン国鉄）の路線が走っているが、N-240号線が走る谷には鉄道路線は存在しない。

## 文化

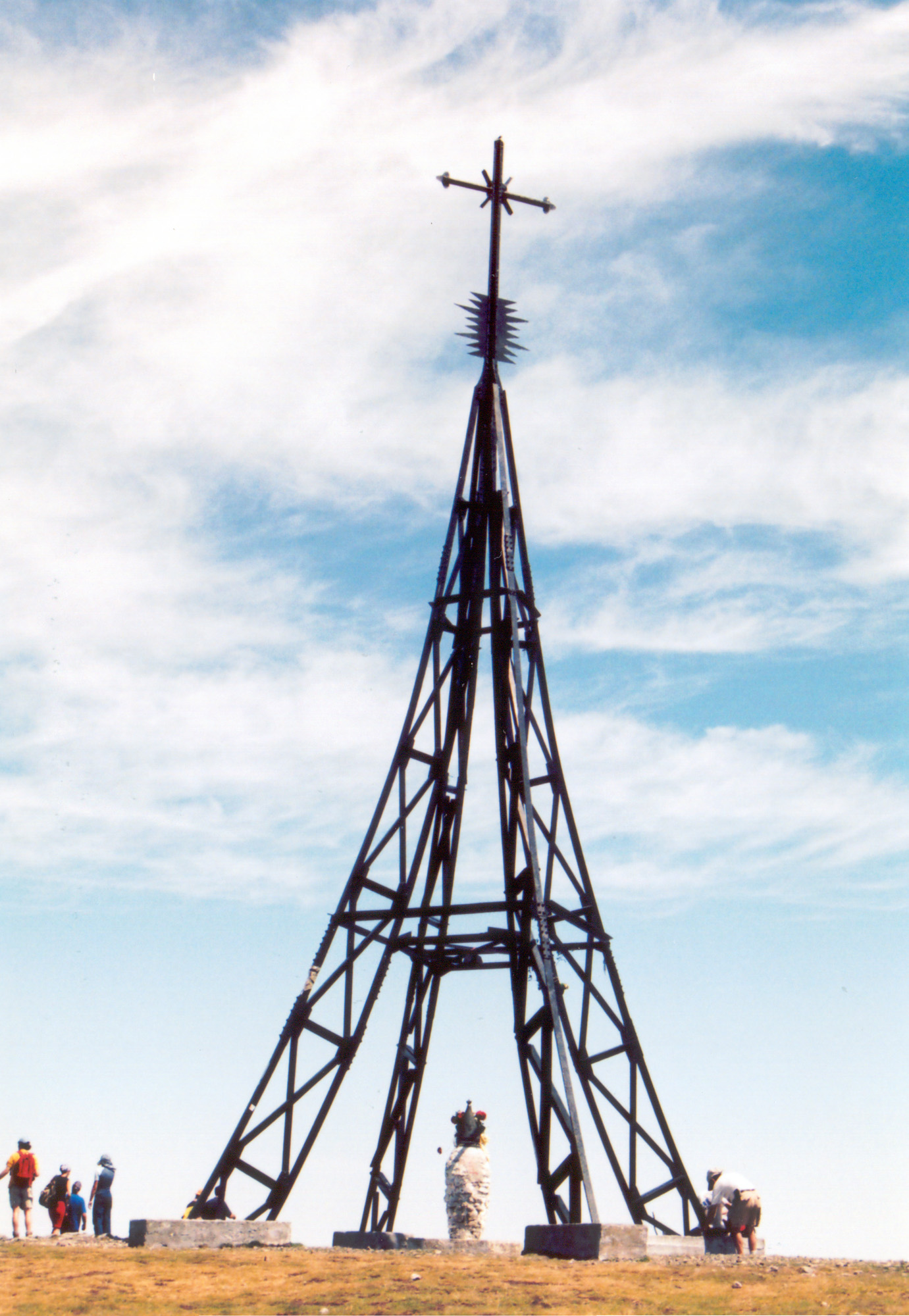
十字塔（第3代）

ゴルベア山地にはすべての方向の斜面から近づくことができるため、先史時代から人類が居住し、農業や他の農村活動に使用されてきた自然環境に囲まれている。ブナやオークなどの固有の植物相、イノシシやシカなどの固有の動物相を保護するために、1994年6月21日にバスク州政府は200.8km2（49,440エーカー）の自然公園を設定し、自然保護や制限内での農村開発などを行っている。ゴルベア山地全体がゴルベア自然公園に含まれており、自然公園に含まれる自治体には、ビリャロ、カスティーリョ、エレハベイティア、オロスコ、セベリオ・セアヌリ（いずれもビスカヤ県）、シゴイティア、スージャ、ウルカブスタイス（いずれもアラバ県）がある。ゴルベア自然公園はウルキオラ自然公園に近く、両自然公園は動植物の多様性に富んでいる。バスク地方の山地の中ではとても人気があり、ゴルベア山の伝統として毎年12月31日と1月1日の登山がある。しかし、ゴルベア山のもっとも重要な要素は、ベゴニャの聖母が祀られた十字塔(Cross)である。十字塔のそばには登山者が手紙を投函できる郵便箱が設置されている。

### 十字塔
1899年、ローマ教皇レオ13世は来る新世紀（20世紀）の象徴として、キリスト教信仰にかかわるもっとも標高の高い山地の数々に十字塔を建設することを命じた。ローマ・カトリックはバスク地方において重要な要素であるため、バスク地方の委員会はスペイン・バスクの最高峰のひとつであるゴルベア山に十字塔を建設することを決定した。全高33.33mの十字塔（初代）の建設が承認され、1901年に建設作業が開始されたが、建設予算はとても限られていた。1901年11月12日に十字塔が開場したが、多くの羊飼いは十字塔が数日のうちに崩れ落ちるだろうと予想し、彼らの言う通りに翌月までに崩壊した。
初代の十字塔の崩壊からしばらくして、2代目の十字塔の建設が開始された。全高は22mと低くなり、より強固な建築物となった。建設開始から22か月後に十字塔（2代）が開場し、1903年10月1日にヨルダン川から運ばれた水で祝福された。しかし、この十字塔も年月に長く耐えることはできず、1906年2月12日には強風によって崩壊した。
1907年、3大目の十字塔の建設作業が開始されたが、建物は単純な設計となり、全高は17.23mと初代や2代目より抑えられた。構造はフランス・パリのエッフェル塔にとても似通っており、ふたつの前例より簡素で強固となった。土台となる4フィートの正方形の2フィート部分はアラバ県の領域に、逆側の2フィート部分はビスカヤ県の領域とされた。この十字塔の作業には熟練した建築家があたり、セラピオ・デ・ゴイコエチェアとパラシオが作業を担当した。1963年6月23日にはバスク山岳集団(Alpine Group Baskonia)によって、この宗教的複合施設にベゴニャの聖母の肖像が補われた。